# Wólka Zatorska
Wólka Zatorska – wieś w Polsce położona w województwie mazowieckim, w powiecie pułtuskim, w gminie Zatory. Ma status sołectwa.
Wierni Kościoła rzymskokatolickiego należą do parafii św. Małgorzaty w Zatorach.
Prywatna wieś szlachecka położona była w drugiej połowie XVI wieku w powiecie kamienieckim ziemi nurskiej województwa mazowieckiego. W latach 1975–1998 miejscowość administracyjnie należała do województwa ostrołęckiego.